# Regin Schmidt
Regin Schmidt (født 1962) er en dansk historiker. Han er ph.d. og lektor ved Saxo-Instituttet på Københavns Universitet
Schmidt var medlem af PET-kommissionen mellem 2005 og 2009. 
Han har været redaktør ved Historisk Tidsskrift siden 2006.
Schmidt er forfatter til Red Scare. FBI and the Origins of Anticommunism in the United States, 1919–1943 fra 2000 og PET: Historien om Politiets Efterretningstjeneste fra den kolde krig til krigen mod terror fra 2009.